# Proceso de Reichstein
El proceso de Reichstein, en química orgánica, es un método químico y microbial para la producción de ácido ascórbico a partir de la D-glucosa, que tiene lugar en diferentes fases. Este proceso fue ideado por el ganador del premio Nobel Tadeusz Reichstein y sus compañeros en 1933 mientras trabajaban en los laboratorios de la Escuela Politécnica Federal de Zúrich.

## Etapas del proceso
El proceso consta de las siguientes etapas:
1. Hidrogenación de la D-glucosa a D-sorbitol, una reacción orgánica en la que actúa el níquel como catalizador bajo alta temperatura y presión.
2. Oxidación microbial o fermentación del D-sorbitol a L-sorbosa usando bacterias del género Acetobacter[1] a pH 4-6 y 30 °C.
3. Protección del 4-hidroxilo en la sorbosa por formación del acetal con acetona y un ácido para formar Diacetona-L-sorbosa (2,3:4,6−Diisopropiliden−α−L−sorbosa).
4. Oxidación orgánica con permanganato de potasio (a ácido diprogúlico) seguido de calentamiento con agua que produce el ácido 2-ceto-L-gulónico.
5. La etapa final es una etapa de cierre de anillo o γ-lactonización con eliminación de agua.[2] El intermedio 5 puede ser producido desde 3 con oxígeno y un catalizador de platino.

La oxidación microbiana del sorbitol a sorbosa es importante porque este produce la correcta estereoquímica.

## Importancia
Este proceso fue patentado y ventido a Hoffmann-La Roche en 1934. Los primeros productos enriquecidos con vitamina C comercialmente vendido fueron Cebion de Merck y Redoxon de Hoffmann-La Roche.
Incluso hoy en día los métodos industriales para la producción de ácido ascórbico se pueden basar en el proceso de Reichstein. Sin embargo, en los métodos modernos, la sorbosa es directamente oxidada con un catalizador de platino (desarrollado por Kurt Heyns en 1942). Estos métodos evitan el uso de grupos protectivos. Un producto secundario con una modificación particular es el ácido 5-ceto-D-glucónico.
Una síntesis biotecnológica más corta de ácido ascórbico fue anunciada en 1988 por Genencor International y Eastman Chemical. La glucosa es convertida a ácido 2-ceto-L-gulónico en dos etapas (vía intermediario de ácido 2,4-diceto-L-gulónico) comparado con las cinco etapas en el proceso original. Los nuevos métodos implican el uso de bacterias genéticamente modificadas.